# Schwabenheim an der Selz
Schwabenheim an der Selz è un comune di 2 542 abitanti della Renania-Palatinato, in Germania.

Appartiene al circondario (Landkreis) di Magonza-Bingen (targa MZ) ed è parte della comunità amministrativa (Verbandsgemeinde) di Gau-Algesheim.

## Amministrazione

### Gemellaggi
- Chambolle-Musigny, dal 1966
- Schmerbach, dal 1991
- Minerbe, dal 2001